# جورج آنسون، یکمین بارون آنسون
جورج آنسون، یکمین بارون آنسون (انگلیسی: George Anson, 1st Baron Anson؛ ۱۶۹۷ – ۶ ژوئن ۱۷۶۲) افسر نیروی دریایی پادشاهی بریتانیا و سیاستمداری از خانواده آنسون بود.
او در طول جنگ جانشینی اسپانیا به عنوان افسر جزء خدمت کرد و سپس در طول جنگ اتحاد چهارگانه، در نبرد دماغه پاسارو، در نزدیکی نوک جنوبی سیسیل، به طور فعال علیه اسپانیا خدمت کرد. سپس در طول جنگ جنکینز، سفری به دور دنیا انجام داد. آنسون فرماندهی ناوگانی را بر عهده داشت که دریاسالار فرانسوی دو لا ژونکیه را در اولین نبرد دماغه فینیستر در سال ۱۷۴۷، در طول جنگ جانشینی اتریش، شکست داد.
آنسون در طول جنگ هفت ساله به مقام لرد اول دریاسالاری رسید. از جمله اصلاحات او می‌توان به برکناری پیمانکاران دفاعی فاسد، بهبود مراقبت‌های پزشکی، ارائه اصلاحیه اساسنامه جنگ به پارلمان برای تشدید نظم و انضباط در سراسر نیروی دریایی، یونیفرم برای افسران وظیفه، انتقال تفنگداران دریایی از ارتش به نیروی دریایی و سیستمی برای رتبه‌بندی کشتی‌ها بر اساس تعداد توپ‌هایشان اشاره کرد.